# إيدي مارسان
إيدي مارسان (بالإنجليزية: Eddie Marsan) (و. 1968  م) هو ممثل، وممثل أفلام، من المملكة المتحدة.

## التعليم
تعلم في مدرسة مؤسسة راين ‏، وأكاديمية مونتفيو للفنون المسرحية ‏.

## وصلات خارجية
- إيدي مارسان على موقع IMDb (الإنجليزية)
- إيدي مارسان على موقع روتن توميتوز (الإنجليزية)
- إيدي مارسان على موقع مونزينجر (الألمانية)
- إيدي مارسان على موقع ألو سيني (الفرنسية)
- إيدي مارسان على موقع ميوزك برينز (الإنجليزية)
- إيدي مارسان على موقع أول موفي (الإنجليزية)
- إيدي مارسان على موقع قاعدة بيانات الأفلام السويدية (السويدية)
- إيدي مارسان على موقع إن إن دي بي (الإنجليزية)
- إيدي مارسان على موقع قاعدة بيانات الفيلم (الإنجليزية)
- إيدي مارسان على موقع كينوبويسك (الروسية)